# Мост Ыльсукто
Мост Ыльсукто (кор. 을숙도대교) — автомобильный мост в районе Кансо-гу города-метрополии Пусан, Корея. Его длина около 5205 метров. Проектирование моста было завершено в декабре 1993 года. Строительство началось в ноябре 2005 года, и было завершено в декабре 2009 года. Проектное название этого моста было «Мост Мёнджи» (кор. 명지대교).